# Nickellotharmeyerite
La nickellotharmeyerite è un minerale.